# Corneliu Robe
Corneliu Robe (ur. 23 maja 1908 w Bukareszcie, zm. 4 stycznia 1969 tamże) – rumuński piłkarz, reprezentant kraju, grający na pozycji pomocnika.

## Kariera klubowa
W swojej karierze piłkarza Corneliu Robe grał w klubach z Bukaresztu, jego rodzinnego miasta. Swoją karierę rozpoczął w 1924, mając szesnaście lat, w Colțea Bukareszt. Rok później odszedł do Olimpii, w której spędził 7 kolejnych sezonów.
Od 1932 grał dla Unirea Tricolor Bukareszt. Przez 4 lata zagrał dla klubu w 40 spotkaniach, w których strzelił jedną bramkę. Zakończył karierę piłkarską w 1937 roku, jako piłkarz Sportul Studențesc Bukareszt, mając zaledwie dwadzieścia dziewięć lat. 
| Sezon   | Klub                         | Kraj    | Rozgrywki           | Mecze | Bramki |
| ------- | ---------------------------- | ------- | ------------------- | ----- | ------ |
| 1926/27 | Olimpia Bukareszt            | Rumunia | Elită Regională     |       |        |
| 1927/28 | Olimpia Bukareszt            | Rumunia | Mistrzostwa Rumunii |       |        |
| 1928/29 | Olimpia Bukareszt            | Rumunia | Elită Regională     |       |        |
| 1929/30 | Olimpia Bukareszt            | Rumunia | Elită Regională     |       |        |
| 1930/31 | Olimpia Bukareszt            | Rumunia | Elită Regională     |       |        |
| 1931/32 | Olimpia Bukareszt            | Rumunia |                     |       |        |
| 1932/33 | Unirea Tricolor Bukareszt    | Rumunia | Liga I              | 11    | 1      |
| 1933/34 | Unirea Tricolor Bukareszt    | Rumunia | Liga I              | 9     | 0      |
| 1934/35 | Unirea Tricolor Bukareszt    | Rumunia | Liga I              | 15    | 0      |
| 1935/36 | Unirea Tricolor Bukareszt    | Rumunia | Liga I              | 5     | 0      |
| 1936/37 | Sportul Studențesc Bukareszt | Rumunia | Liga II             |       |        |

## Kariera reprezentacyjna
Robe został powołany w 1930 na Mistrzostwa Świata. Wystąpił tam w spotkaniu z Urugwajem, przegranym 0:4. Był to jednocześnie debiut Kobe w drużynie narodowej. 
Robe zagrał w 9 spotkaniach w ramach Balkan Cup. Po raz ostatni w kadrze Rumunii wystąpił 1 stycznia 1935 w przegranym 0:4 spotkaniu z Jugosławią. Łącznie Robe w latach 1930–1935 wystąpił w 14 spotkaniach reprezentacji Rumunii. 
| Mecze i gole w reprezentacji | Mecze i gole w reprezentacji | Mecze i gole w reprezentacji | Mecze i gole w reprezentacji | Mecze i gole w reprezentacji | Mecze i gole w reprezentacji | Mecze i gole w reprezentacji |
| #                            | Data                         | Miasto                       | Przeciwnik                   | Gol                          | Wynik                        | Rozgrywki                    |
| ---------------------------- | ---------------------------- | ---------------------------- | ---------------------------- | ---------------------------- | ---------------------------- | ---------------------------- |
| 1.                           | 21.07.1930                   | Montevideo                   | Urugwaj                      |                              | 0:4                          | MŚ 1930                      |
| 2.                           | 28.06.1931                   | Zagrzeb                      | Jugosławia                   |                              | 4:2                          | Balkan Cup                   |
| 3.                           | 20.09.1931                   | Oradea                       | Czechosłowacja               |                              | 4:1                          | Puchar Europy Środkowej      |
| 4.                           | 08.05.1932                   | Bukareszt                    | Austria                      |                              | 4:1                          | Puchar Europy Środkowej      |
| 5.                           | 26.06.1932                   | Belgrad                      | Bułgaria                     |                              | 0:2                          | Balkan Cup                   |
| 6.                           | 28.06.1932                   | Belgrad                      | Grecja                       |                              | 3:0                          | Balkan Cup                   |
| 7.                           | 03.07.1932                   | Belgrad                      | Jugosławia                   |                              | 1:3                          | Balkan Cup                   |
| 8.                           | 02.10.1932                   | Bukareszt                    | Polska                       |                              | 0:5                          | towarzyski                   |
| 9.                           | 04.06.1933                   | Bukareszt                    | Bułgaria                     |                              | 7:0                          | Balkan Cup                   |
| 10.                          | 08.06.1933                   | Bukareszt                    | Grecja                       |                              | 1:0                          | Balkan Cup                   |
| 11.                          | 25.03.1934                   | Pardubice                    | Czechosłowacja               |                              | 2:2                          | Puchar Europy Centralnej     |
| 12.                          | 27.12.1934                   | Ateny                        | Grecja                       |                              | 2:2                          | Balkan Cup                   |
| 13.                          | 30.12.1934                   | Ateny                        | Bułgaria                     |                              | 3:2                          | Balkan Cup                   |
| 14.                          | 01.01.1935                   | Ateny                        | Jugosławia                   |                              | 0:4                          | Balkan Cup                   |

## Sukcesy
Unirea Tricolor Bukareszt
- Finał Pucharu Rumunii (1): 1935/36

Sportul Studențesc Bukareszt
- Liga II (1): 1936/37